# 唯亭街道
唯亭街道是位于中国江苏省苏州市苏州工业园区东北部的一个街道，行政名义上归属于姑苏区，是苏州工业园区的北部城市副中心。2012年12月26日，撤镇设街道。

## 历史
6000多年前的新石器时代，北部阳澄湖畔的草鞋山就有人居住，草鞋山遗址的发现证明了长江中下游的太湖流域也是中国古代文明的起源地之一。
吴王阖闾十年（前505年），东夷入侵吴国，阖闾在此地建亭抵御，所以称作“夷亭”，因吴方言中读音相同，后变化为“唯亭”。在唯亭镇上塘街附近，有建于宋至和乙未年（1055年）纪念娄江治理工程的乙未亭，镇名也可能来源于此亭。
唐会昌三年（843年），湖州参军周頵建造佛顶尊胜陀罗尼经幢，四年后立在夷陵山重元寺之前。
宋至和二年（1055年），长洲县、昆山县共同修缮娄江，建乙未亭。
2005年5月13日，江苏省政府发布《省政府关于同意调整苏州市部分行政区划的批复》。将唯亭镇与跨塘镇合并设立唯亭镇，镇政府驻蠡塘路。

## 文化
据1848年编撰的《元和唯亭志》记载，明清时期唯亭地区（可能包括今斜塘镇、胜浦镇、阳澄湖镇的部分地区）有进士29名、举人66名，其中元和县人钱棨首先获长洲县县试、苏州府府试、江苏学政院试三项第一，又于乾隆四十四至四十六年（1779年—1781年）在乡试、会试、殿试连中三元，为清朝第一人。

## 行政区划
唯亭街道共辖27个社区居委会：唯亭、新镇、东亭、青苑、古娄一村、古娄二村、张泾、高浜、青剑湖、湖滨、龙会、新娄、阳澄湖村、悬珠、怡邻、浦田、亭苑、青澄花园、青春家园、维纳花园、西湖、观湖、厦亭、虹桥、泾上、戈巷、施家浜。

## 特产
唯亭街道盛产阳澄湖大闸蟹，产量占整个阳澄湖的60%以上。自从2005年创建起，苏州工业园区的阳澄湖大闸蟹文化节固定在唯亭街道举行。

## 交通
唯亭街道有沪宁高速公路、京沪铁路、沪宁城际铁路、312国道、北环高架、中环路、葑亭大道、阳澄湖大道和娄江贯穿东西。
苏州轨道交通3号线和苏州轨道交通11号线在位于唯亭街道的唯亭站换乘。